# Tarasa martiniana
Tarasa martiniana är en malvaväxtart som beskrevs av Antonio Krapovickas. Tarasa martiniana ingår i släktet Tarasa och familjen malvaväxter. Inga underarter finns listade i Catalogue of Life.